# Corrupção de dados

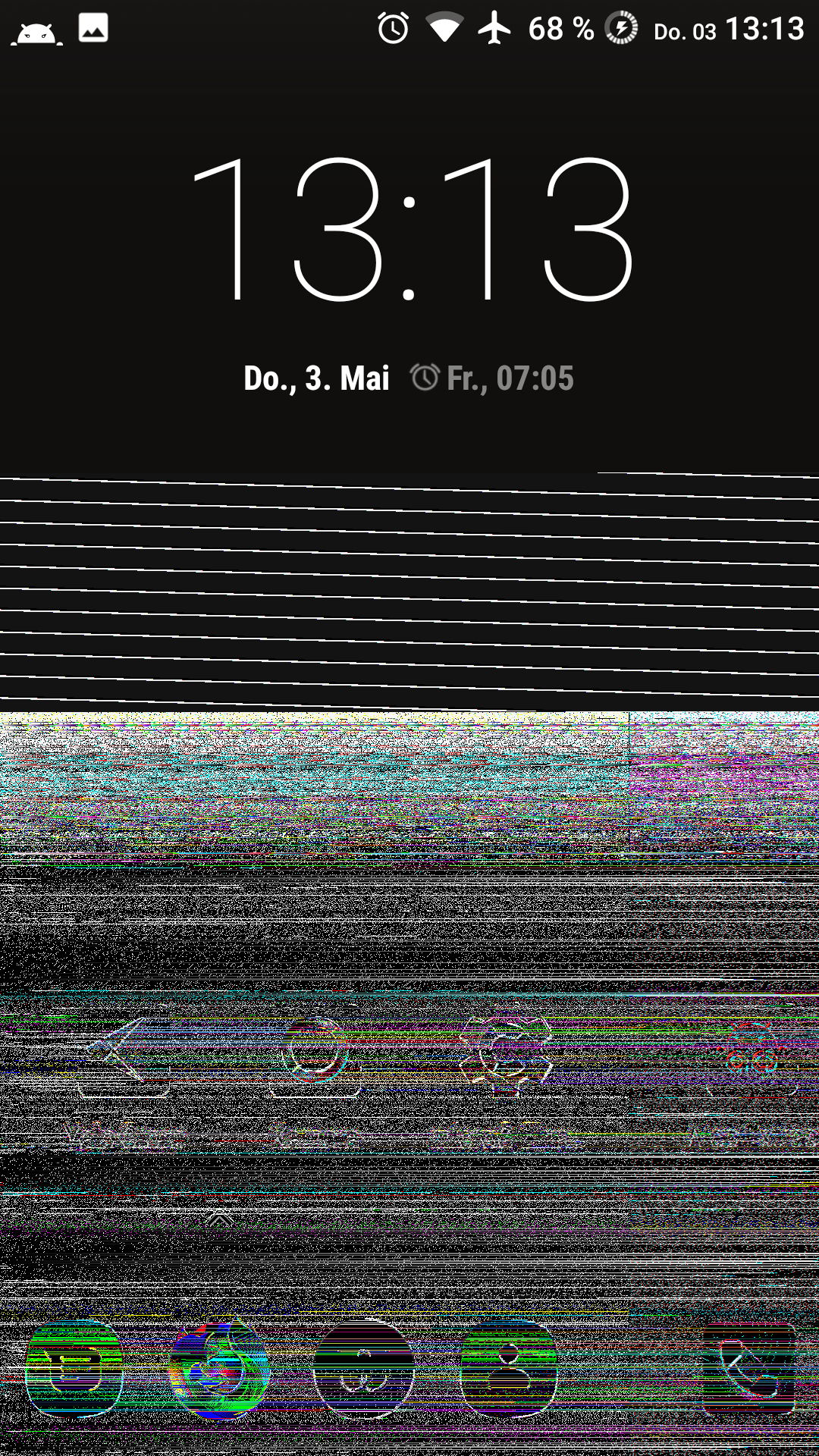
Dano em uma imagem PNG como resultado de um bit alterado

O termo Corrupção de dados se refere a erros em dados computacionais que são introduzidos durante a gravação, leitura, armazenamento, transmissão, ou processamento de dados. Em geral, arquivos contendo dados apresentarão resultados inesperados quando seus conteúdos corrompidos sejam acessados pelo sistema ou programa relacionado.

## Causas
A corrupção de dados pode ocorrer por vários motivos em diversas midias. Em HDs pode acontecer devido a movimentos bruscos durante uma gravação, gravação em setores defeituosos, gravações acidentais ou devido à vírus. Em CDs pode acontecer devido a riscos, arranhões, exposição ao Sol, gravações não concluídas com sucesso ou sujeira na cabeça de leitura/gravação. Da mesma forma em disquetes pode acontecer devido à mídia defeituosa, exposição a campos magnéticos, gravações acidentais ou vírus.
No processo de comunicação entre dois dispositivos digitais, a corrupção de dados pode ocorrer devido à perda de pacotes ou falha no protocolo de comunicação.

## Consequências
A corrupção de dados é um problema antigo e perturbador, podendo acarretar na perda total dos dados. Os maiores problemas da corrupção dos dados muitas vezes não são diretos. Em qualquer tipo de rede de computador com checagem de corrupção, há a necessidade de se retransmitir o dado que foi corrompido, implicando num gasto extra de largura de banda, e, em conseqüência, um gasto desnecessário deste recurso valioso.